# Ечжоу
Ечжоу (спрощ.: 鄂州; піньїнь: Èzhōu) — міський округ у китайській провінції Хубей.

## Адміністративний поділ
Міський округ поділяється на 3 райони:
| Карта                | Карта    | Карта    | Карта            |
| -------------------- | -------- | -------- | ---------------- |
| Лянцзиху Хуажун Ечен |          |          |                  |
| Статус               | Назва    | Оригінал | Населення (2010) |
| Район                | Лянцзиху | 梁子湖区 | 142 608          |
| Район                | Хуажун   | 华容区   | 237 333          |
| Район                | Ечен     | 鄂城区   | 668 727          |

## Клімат
Місто знаходиться у зоні, котра характеризується вологим субтропічним кліматом. Найтепліший місяць — липень із середньою температурою 29.2 °C (84.6 °F). Найхолодніший місяць — січень, із середньою температурою 4.3 °С (39.7 °F).
| Клімат Ечжоу            | Клімат Ечжоу | Клімат Ечжоу | Клімат Ечжоу | Клімат Ечжоу | Клімат Ечжоу | Клімат Ечжоу | Клімат Ечжоу | Клімат Ечжоу | Клімат Ечжоу | Клімат Ечжоу | Клімат Ечжоу | Клімат Ечжоу | Клімат Ечжоу |
| Показник                | Січ.         | Лют.         | Бер.         | Квіт.        | Трав.        | Черв.        | Лип.         | Серп.        | Вер.         | Жовт.        | Лист.        | Груд.        | Рік          |
| Середня температура, °C | 4,3          | 5,9          | 10,6         | 16,8         | 22,1         | 25,9         | 29,2         | 28,9         | 24           | 18,4         | 12,2         | 6,3          | 17,1         |
| Норма опадів, мм        | 40.3         | 63.6         | 105.8        | 155.5        | 178.8        | 233.5        | 163.4        | 133.4        | 87.9         | 82.2         | 61.6         | 33.7         | 1339.7       |
| Днів з опадами          | 10,8         | 11,7         | 15           | 15,7         | 14,3         | 12,5         | 10,3         | 9,2          | 9,7          | 11           | 11,2         | 9,9          | 141,3        |
| Вологість повітря, %    | 74.9         | 76.6         | 78.9         | 79.9         | 78.4         | 79.3         | 78.8         | 78.2         | 78.5         | 77.8         | 76.2         | 73.2         | 77.6         |
| ----------------------- | ------------ | ------------ | ------------ | ------------ | ------------ | ------------ | ------------ | ------------ | ------------ | ------------ | ------------ | ------------ | ------------ |
| Джерело: Weatherbase    |              |              |              |              |              |              |              |              |              |              |              |              |              |